# SquirrelMail
SquirrelMail — поштар-білка — клієнт електронної пошти з вебінтерфейсом, написаний на PHP. Розробка Натана Ерісмана (Nathan Ehresman) та Люка Ерісмана (Luke Ehresman). Програму можна проінсталювати практично на будь-якому вебсервері, на якому встановлений PHP та є зв'язок з поштовим сервером через протоколи IMAP і SMTP.
SquirrelMail робить вивід у правильному HTML 4.0, що робить його сумісним з більшістю сучасних браузерів. SquirrelMail використовує технологію плаґінів для пристосування додаткових можливостей навколо основної програми.
Squirrelmail випускається під ліцензією GNU GPL, і є вільним програмним забезпеченням. Програма доступна більше 40 мовами.

## Платформи
SquirrelMail доступна для будь-якої платформи, що підтримує PHP. (Більшість зазвичай використовуваних платформ, включаючи GNU/Linux, FreeBSD, Mac OS X і серверні варіанти Windows NT.

## Версії
Розробники SquirrelMail пропонують стабільну та розробницьку версії 
SquirrelMail для завантаження. Стабільна рекумендується для 
використання усіма, коли ж розробницька версія пропонується розробникам 
та сміливцям. З 15 січня 2007, репозитарій джерельних кодів стабільної 
та розробницької версій використовують Subversion, 
замінивши старий протокол CVS.

## Подальший розвиток
Стабільна гілка буде випущена після вирішення всіх виявлених проблем безпеки та дефектів.
Нові можливості (SquirrelMail 1.5.x Roadmap [Архівовано 2 грудня 2007 у Wayback Machine.]), що з'являться у наступній розробницькій версії, включатимуть:
- систему шаблонів
- нову система ініціалізації
- покращення безпеки, такі як HTTP куки.

## Плаґіни
Клієнт SquirrelMail сам по собі доволі повна система вебпошти, проте 
дотаткові можливості доступні у формі плаґінів. Плаґіни дозволяють 
додати додаткові можливості до SquirrelMail, і переважно без потреби  
змінювати джерельний код. Загалом є більше 200 плаґінів які можна 
завантажити зі сайту SquirrelMail, і SquirrelMail поставляється з 
деякими «стандартними» чи «стрижневими» плаґінами, що дозволяють 
адміністратору додати:
- перевірку правопису (squirrelspell)
- фільтри електронної пошти (filters)
- web-адміністрування SquirrelMail (administrator)
- календар (calendar)
- інтерфейс для напів-автоматичного звітування про дефекти (bug_report)

## Локалізація
SquirrelMail локалізована більше ніж 40 мовами, включаючи арабську, китайську, французьку, німецьку, іспанську, російську та українську.

## Підтримка
Для технічної підтримки існують декілька списків розсилки.
Розробники можуть спілкуватися по каналу IRC.
Працює система відстежування помилок, куди користувачі можуть заносити дані про помилки і додавати латки.
Для адміністраторів та компаній доступна також комерційна підтримка.